# Бондарь, Владимир Алексеевич
Бондарь Владимир Алексеевич (родился 8 марта 1947 г. в городе Сумы) — украинский политик.
Народный депутат Украины 5-го созыва с 25 мая 2006 года по 23 ноября 2007 года. Избранный от Партии регионов. На время выборов: президент ООО «Бизнес-Спортинвест», член Партии регионов. Член комитета по вопросам борьбы с организованной преступностью и коррупцией, член фракции Партии регионов.

## Биография
Окончил Московский институт профсоюзного движения Академии труда и социальных отношений (1988-92) по специальности экономист.
1965-67 — слесарь, методист по спорту Сумского ремзавода.
1967-77 — гидромониторник, слесарь, старший инженер Сумского завода «Центролит».
1977-79 — заместитель директора ГПТУ-16 г. Сумы.
1979-2002 — инженер, начальник отдела, директор внешнеэкономического отдела фирмы, заместитель председателя правления ОАО «Центролит».
В 2002-06 гг. — ООО «Бизнес-Спортінвест».
Председатель Сумской городской организации Партии регионов (с 11.2002), председатель Сумского областного отделения Партии регионов (с 10.2005).